# Новосельцев, Иван Евгеньевич
Ива́н Евге́ньевич Новосе́льцев (род. 25 августа 1991, Москва) — российский футболист, защитник.

## Клубная карьера
Выпускник СДЮСШОР «Химки», играл в молодёжной команде. В 2011 году подписал профессиональный контракт с командой, игравшей в ФНЛ, и ушёл в аренду в клуб второго дивизиона «Истра», где провёл 17 матчей и привлёк внимание московского «Торпедо», выступавшего в ФНЛ. В 2012 году Новосельцев подписал с «Торпедо» трёхлетний контракт. В 2014 году «Торпедо» стало бронзовым призёром ФНЛ, что позволило команде вернуться в Премьер-лигу. В составе чёрно-белых Новосельцев провёл 38 матчей и забил один гол. Его дебют в премьер-лиге состоялся 2 августа 2014 года в выездном матче против ЦСКА.
12 января 2015 года Новосельцев перешёл в «Ростов», подписав контракт до конца сезона 2018/19. В сезоне 2015/16 стал серебряным призёром чемпионата России.
30 июля 2016 года забил первый мяч чемпионата России 2016/17 в ворота ФК «Оренбург», который стал первым голом Новосельцева и за «Ростов». Всего в составе «Ростова» провёл 46 матчей и забил 2 гола.
31 августа 2016 года перешёл в «Зенит» Санкт-Петербург. 31 января 2018 на правах аренды перешёл в тульский «Арсенал» до конца сезона. 27 июля 2018 был отдан до конца года в «Анжи».
29 января 2019 года перешёл в «Ростов» на правах аренды до конца сезона 2018/19.
24 августа 2022 года стало известно, что Новосельцев пополнил команду Азамата Мусагалиева «10», которая выступает в Медийной футбольной лиге. В апреле 2023 года также стал её тренером. В конце июля покинул пост.
13 марта 2023 года объявил о завершении карьеры игрока.

## Карьера в сборной
Не играл за сборную России на юношеском или молодёжном уровне. Дебютировал в национальной сборной 31 марта 2015 года в товарищеском матче против сборной Казахстана (0:0).

## Личная жизнь
Женился на баскетболистке Катерине Кейру. Предложение сделал на поле стадиона «Олимп-2» в Ростове-на-Дону 20 апреля 2015 года после победного для «Ростова» матча с «Торпедо». Свадьба состоялась 24 октября 2015 года.
В феврале 2019 года стало известно о беременности жены, а также о том, что Новосельцев ушёл от неё. Впоследствии стало известно, что он переписал совместно нажитое с женой имущество на свою мать.

## Статистика

### Клубная
| Выступление      | Выступление      | Выступление      | Лига | Лига | Кубок | Кубок | Еврокубки | Еврокубки | Итого | Итого |
| Клуб             | Лига             | Сезон            | Игры | Голы | Игры  | Голы  | Игры      | Голы      | Игры  | Голы  |
| ---------------- | ---------------- | ---------------- | ---- | ---- | ----- | ----- | --------- | --------- | ----- | ----- |
| Истра            | 2 дивизион       | 2011/12          | 17   | 0    | 0     | 0     | —         | —         | 17    | 0     |
| Истра            | Итого            | Итого            | 17   | 0    | 0     | 0     | 0         | 0         | 17    | 0     |
| Торпедо (Москва) | ФНЛ              | 2012/13          | 13   | 1    | 0     | 0     | —         | —         | 13    | 1     |
| Торпедо (Москва) | ФНЛ              | 2013/14          | 10   | 0    | 0     | 0     | —         | —         | 10    | 0     |
| Торпедо (Москва) | Премьер-лига     | 2014/15          | 15   | 0    | 1     | 0     | —         | —         | 16    | 0     |
| Торпедо (Москва) | Итого            | Итого            | 38   | 1    | 1     | 0     | 0         | 0         | 39    | 1     |
| Ростов           | Премьер-лига     | 2014/15          | 11   | 0    | 2     | 0     | —         | —         | 13    | 0     |
| Ростов           | Премьер-лига     | 2015/16          | 28   | 0    | 0     | 0     | —         | —         | 28    | 0     |
| Ростов           | Премьер-лига     | 2016/17          | 5    | 2    | 0     | 0     | 4         | 0         | 9     | 2     |
| Ростов           | Итого            | Итого            | 44   | 2    | 2     | 0     | 4         | 0         | 50    | 2     |
| Зенит (СПб)      | Премьер-лига     | 2016/17          | 5    | 0    | 0     | 0     | 3         | 0         | 8     | 0     |
| Зенит (СПб)      | Премьер-лига     | 2017/18          | 0    | 0    | 1     | 0     | 0         | 0         | 1     | 0     |
| Зенит (СПб)      | Итого            | Итого            | 5    | 0    | 1     | 0     | 3         | 0         | 9     | 0     |
| Всего за карьеру | Всего за карьеру | Всего за карьеру | 104  | 3    | 4     | 0     | 7         | 0         | 115   | 3     |

### Сборная
| № | Дата            | Оппонент  | Счёт | Голы Новосельцева | Соревнование             |
| - | --------------- | --------- | ---- | ----------------- | ------------------------ |
| 1 | 31 марта 2015   | Казахстан | 0:0  | —                 | Товарищеский матч        |
| 2 | 14 июня 2015    | Австрия   | 0:1  | —                 | Отборочные матчи ЧЕ-2016 |
| 3 | 17 ноября 2015  | Хорватия  | 1:3  | —                 | Товарищеский матч        |
| 4 | 31 августа 2016 | Турция    | 0:0  | —                 | Товарищеский матч        |
| 5 | 15 ноября 2016  | Румыния   | 1:0  | —                 | Товарищеский матч        |

Итого: 5 матчей / 0 голов; 1 победа, 2 ничьи, 2 поражения.